# Archuleta County
Archuleta County är ett administrativt område i delstaten Colorado, USA. År 2010 hade countyt 12 084 invånare. Den administrativa huvudorten (county seat) är Pagosa Springs.

## Geografi
Enligt United States Census Bureau har countyt en total area på 3 511 km². 3 497 km² av den arean är land och 14 km² är vatten.

### Angränsande contyn
- Mineral County - nord
- Rio Grande County - nordöst
- Conejos County - öst
- Rio Arriba County - syd
- San Juan County, New Mexico - sydväst
- La Plata County - väst
- Hinsdale County - nordväst

### Orter
- Arboles
- Pagosa Springs (huvudort)